# نقطه امگا

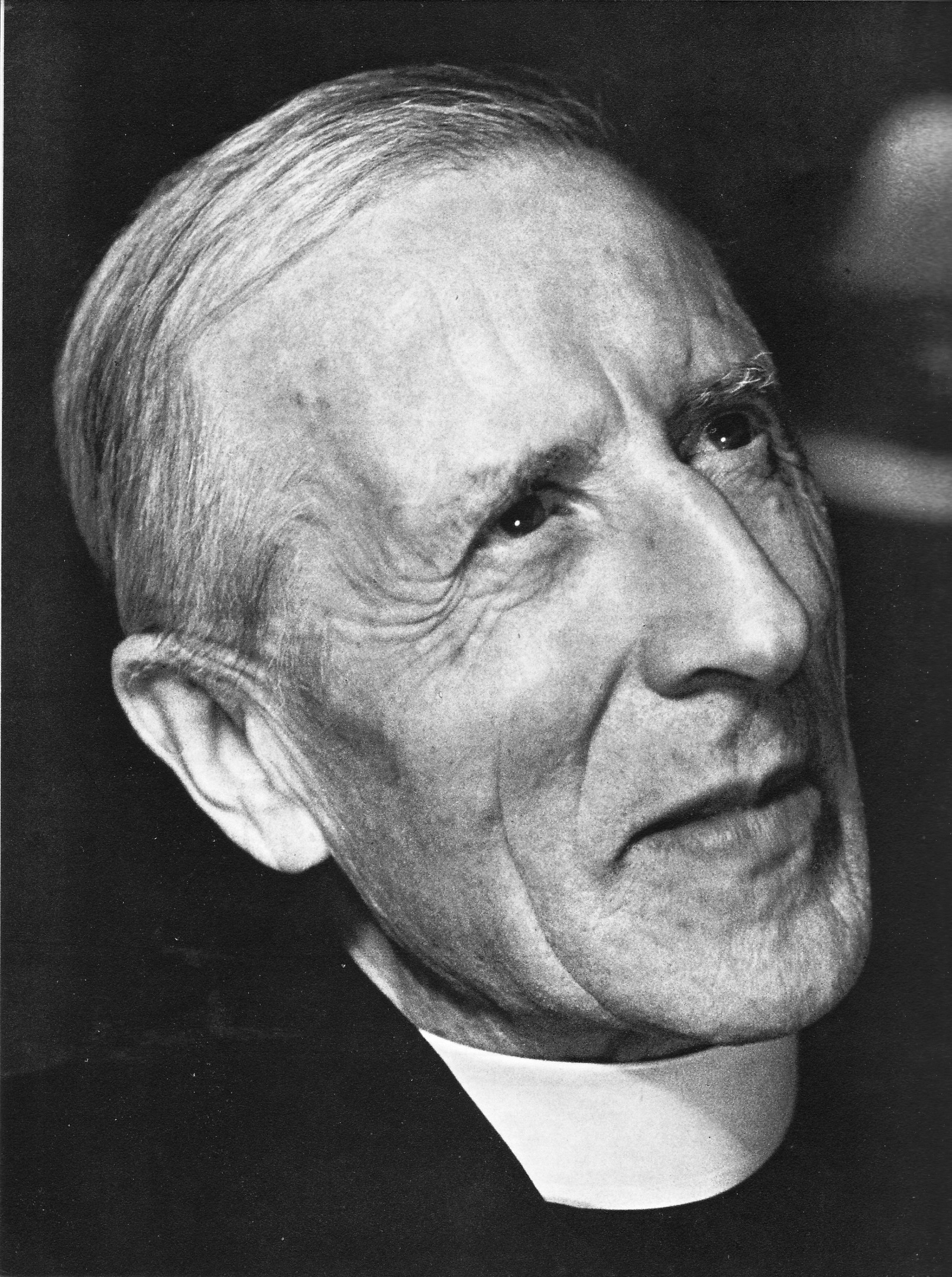
پیر تیلارد د شاردن، 1947

نقطه امگا یک رویداد تئوریزه‌شده در آینده است که در آن کل جهان به سمت یک نقطه نهایی وحدت حرکت می‌کند. این اصطلاح توسط کشیش کاتولیک یسوعی فرانسوی پیر تیلارد دو شاردن(۱۹۵۵–۱۸۸۱)ابداع شد. تیلارد استدلال می‌کرد که نقطه امگا شبیه لوگوس مسیحی است، یعنی مسیح، که همه چیز را به درون خود می‌کشد، که به قول اعتقادنامه نیقیه، «خدا از خدا»، «نور از نور»، «خدای حقیقی از خدای حقیقی» است. و «همه چیز به وسیله او ساخته شد». در کتاب مکاشفه، مسیح سه بار خود را به عنوان «آلفا و امگا، آغاز و پایان» توصیف می‌کند. چندین دهه پس از مرگ تیلارد، ایده نقطه امگا در نوشته‌های جان دیوید گارسیا (۱۹۷۱)، پائولو سولری (۱۹۸۱)، فرانک تیپلر (۱۹۹۴) و دیوید دویچ (۱۹۹۷) گسترش یافت.

### ریشه‌شناسی
تیلارد د شاردن دیرینه‌شناس و کشیش کاتولیک رومی در فرقه مذهبی یسوعی بود. در فرانسه در دهه ۱۹۲۰، او شروع به گنجاندن نظریات خود در مورد جهان در سخنرانی‌هایی کرد که کلیسای کاتولیک و تکامل را موضوع یک پژوهش قرار داد. به دلیل این سخنرانی‌ها، کلیسای کاتولیک مقدس به انکار گناه نخستین در آموزه‌های او مشکوک شد. این امر باعث شد که تیلارد به چین تبعید شود و توسط مقامات کلیسا از انتشار منع شود. یک سال از مرگ او در سال ۱۹۵۵ نگذشته بود که نوشته‌های او برای خواندن جهانیان منتشر شد. آثار او همچنین توسط نوشته‌های گروهی از متفکران کاتولیک، از جمله پاپ بندیکت شانزدهم، پشتیبانی شد. کتاب او به نام «پدیده انسان» توسط اخترفیزیکدانان و کیهان شناسان کالبدشکافی شده است، و اکنون به عنوان اثری در نظر گرفته می‌شود که یک نظریه الهیات یا فلسفی را ارائه می‌دهد که نمی‌تواند از نظر علمی اثبات شود. تیلارد، که کیهان‌شناس نبود، کتاب‌هایش را با این جمله باز می‌کند:
«اگر این کتاب به درستی درک شود، باید نه به عنوان یک اثر در متافیزیک، و نه به عنوان نوعی مقاله الهیاتی، بلکه کاملاً و صرفاً به عنوان یک رساله علمی خوانده شود.»

### تکامل
به گفته تیلارد، تکامل به انسان ختم نمی‌شود و زیست کره زمین قبل از وجود انسان تکامل یافته است. او تکامل را به عنوان پیشرفتی توصیف کرد که با ماده بی جان شروع می‌شود و از طریق «انسان سازی» زمین به وضعیت آینده «آگاهی الهی می‌رسد». او همچنین اظهار داشت که موجودات تک سلولی به متازوئن‌ها یا حیوانات تبدیل می‌شوند، اما برخی از اعضای این طبقه‌بندی، ارگانیسم‌هایی با سیستم عصبی پیچیده را توسعه می‌دهند. این گروه توانایی کسب هوش را دارد. هنگامی که انسان خردمند از طریق تکامل در زمین ساکن شد، یک نووسفر، لایه شناختی وجود، ایجاد شد. با ادامه تکامل، نووسفر انسجام پیدا می‌کند. تیلارد توضیح داد که این نووسفر را می‌توان به کمک علم به سمت نقطه امگا یا مرحله نهایی تکاملی حرکت داد یا ساخت. تیلارد از این فرایند به عنوان «سیاره سازی» یاد می‌کند. در نهایت نووسفر بر بیوسفر تسلط کامل پیدا می‌کند و به نقطه استقلال کامل از انرژی مماسی می‌رسد که موجودی متافیزیکی به نام نقطه امگا را تشکیل می‌دهد.

### انرژی
انرژی در دو حالت اساسی وجود دارد:
1. «انرژی مماسی»: انرژی قابل اندازه‌گیری توسط فیزیک.
2. «انرژی شعاعی»: انرژی معنوی که با گذشت زمان در حالتی بالاتر جمع می‌شود.

تیلارد انرژی شعاعی را متمرکزتر و در دسترس‌تر تعریف می‌کند زیرا عنصری حیاتی در تکامل انسان است. این نظریه برای همه اشکال ماده اعمال می‌شود و به این نتیجه می‌رسد که هر چیزی که وجود دارد نوعی حیات دارد. پیتر مدوار در رابطه با «پدیده انسان» اثر تیلارد نوشت: «انرژی شعاعی، معنوی یا روانی تیلارد را می‌توان با «اطلاعات» یا «محتوای اطلاعاتی» به معنایی که مهندسین ارتباطات به‌طور منطقی دقیق کرده‌اند، برابر دانست.

## ویژگی‌های اساسی نظریه تیلارد
انسان‌ها از مرگ گرمایی کیهان می‌گریزند. درک علمی کنونی این است که هوش نمی‌تواند از مرگ گرمایی جان سالم به در ببرد. او این نظریه را مطرح می‌کند که از آنجایی که انرژی شعاعی با آنتروپی سازگار نیست، از فروپاشی نیروها در انتهای جهان می‌گریزد.
نظریه تیلارد بر چهار «ویژگی» استوار است:
1. نقطه امگا در محدوده زمانی جهان وجود ندارد، دقیقاً در لبه پایان زمان رخ می‌دهد. از آن نقطه تمام دنباله‌های هستی در وجودش مکیده می‌شود.
2. نقطه امگا را می‌توان به عنوان حجمی به شکل مخروط درک کرد که در آن هر بخش، از پایه تا قله آن، کاهش می‌یابد تا به نقطه نهایی کاهش یابد.
3. حجم توصیف شده در ویژگی سوم باید به عنوان موجودی با مرزهای محدود درک شود. تیلارد توضیح می‌دهد:

«... چه بر سر انسانیت می‌آمد اگر، به شکلی دور از انتظار، آزاد بود که به‌طور نامحدود در یک سطح بی‌کران گسترش یابد، به عبارت دیگر، تنها به تمایلات داخلی خود واگذار شده بود؟ چیزی غیرقابل تصور. … شاید حتی هیچ‌چیز، وقتی به اهمیت بی‌اندازه نقشی که نیروهای فشار در توسعه آن ایفا کرده‌اند، فکر کنیم.»

## نیروهای فشار
تیلارد انرژی جهانی کمک کننده را که نقطه امگا را تولید می‌کند «نیروهای فشرده سازی» می‌نامد. برخلاف تعریف علمی که گرانش و جرم را در بر می‌گیرد، نیروهای فشرده سازی تیلارد از ارتباطات و تماس بین انسان‌ها منشأ می‌گیرند. این مقدار نامحدود است و به‌طور مستقیم با آنتروپی در ارتباط است. این نشان می‌دهد که با ادامه تعامل انسان‌ها، آگاهی تکامل یافته و رشد می‌کند. برای تحقق این نظریه، انسان‌ها نیز باید به زمین محدود مقید باشند. ایجاد این محدودیت، همگرایی جهان را بر خود وادار می‌کند، که از نظر او، منجر به پایان زمان در اتحاد با نقطه اومگا-خدا خواهد شد. این بخش از تفکر تیلارد نشان دهنده عدم توقع او از انسان برای شرکت در سفرهای فضایی و فراتر رفتن از مرزهای زمین است.
فیزیکدان ریاضی، فرانک تیپلراصطلاح نقطه امگای تیلارد را تعمیم داد تا به توصیف سرنوشت نهایی جهان بپردازد. او ادعا می‌کند بر اساس قوانین فیزیک چنین سرنوشتی الزامی است: به‌طور خلاصه، تیپلر استدلال می‌کند که مکانیک کوانتومی ناسازگار است مگر اینکه آینده هر نقطه در فضا-زمان شامل یک ناظر هوشمند باشد تا تابع موج را فروپاشی کند و تنها راه برای این اتفاق این است که جهان بسته باشد (یعنی به یک نقطه منفرد فروپاشی کند) و در عین حال شامل ناظرانی با توانایی «خداگونه» برای انجام یک سری بی‌نهایت از مشاهدات در زمان محدود باشد. تصور تیپلر از نقطه امگا به‌طور گسترده توسط علم جریان اصلی به عنوان شبه علم در نظر گرفته می‌شود.